# Johann Philipp Hofmann
Johann Philipp Hofmann (* 22. Dezember 1873 in Seligenstadt; † 21. Oktober 1926 ebenda) war ein hessischer Politiker (Zentrum) und ehemaliger Abgeordneter des Landtags des Volksstaates Hessen in der Weimarer Republik.
Johann Philipp Hofmann war der Sohn des Küfermeisters Johann Leonhardt Hofmann und dessen Frau Philippine, geborene Burkard. Johann Philipp Hofmann, der katholischen Glaubens war, blieb unverheiratet. Johann Philipp Hofmann war Kaufmann und Fabrikant in Seligenstadt. 1907 wurde er Generalsekretär des hessischen Bauernvereins.
Durch Ergänzungswahl trat er am 9. Juli 1918 in die 2. Kammer der Landstände des Großherzogtums Hessen ein. In den Landständen vertrat er den Wahlbezirk Starkenburg 9/Lampertheim. Nach der Novemberrevolution wurde er in den Landtag des Volksstaates Hessen gewählt, dem er drei Wahlperioden lang angehörte. Nach seinem Ausscheiden 1925 rückte Hans Lautenbacher für ihn in den Landtag nach.